# El Viso del Alcor
Pour les articles homonymes, voir El Viso.
El Viso Del Alcor est une commune située dans la province de Séville de la communauté autonome d’Andalousie en Espagne.

## Géographie
La municipalité se situe dans la comarque de Los Alcores tout comme Carmona, Mairena del Alcor et Alcalá de Guadaíra ; Los Alcores est une élévation en forme de plateau incliné de faible hauteur qui se dresse au milieu de la dépression bétique (es) dans la province de Séville ; ces municipalités appartiennent administrativement à deux comarques distinctes : El Viso del Alcor appartient également à la Campiña de Carmona. Le noyau urbain se situe à une altitude de 143 mètres.

## Administration
| Période | Période | Identité               | Étiquette | Qualité |
| ------- | ------- | ---------------------- | --------- | ------- |
| 2019    |         | Gabriel Santos Bonilla | PSOE-A    |         |